# Comuna Tărășeni, Adâncata
Tărășeni (în ucraineană Тарашани, transliterat: Tarașanî) este o comună în raionul Adâncata, regiunea Cernăuți, Ucraina, formată din satele Prevoroche și Tărășeni (reședința).

## Demografie
Componența lingvistică a comunei Tărășeni
     Română (54,03%)
     Ucraineană (44,74%)
     Rusă (1,23%)
Conform recensământului din 2001, majoritatea populației comunei Tărășeni era vorbitoare de română (54,03%), existând în minoritate și vorbitori de ucraineană (44,74%) și rusă (1,23%).